# Szokol Péter
Szokol Péter (Budapest, 1960. október 28.) magyar színész, szinkronszínész.

## Életpályája
1970-től a Madách Színház gyermekszínésze volt. 1987-től a Karika Színpadon játszott. 1989–1998 között a tatabányai Jászai Mari Színház színművésze volt. 1999-től főként a Budaörsi Játékszínben játszott.
A színházi szerepei mellett számtalan mozifilmben, sorozatban és anime rajzfilmekben is szinkronizált, például a Pokémon-versenyek narrátoraként is hallhattuk hangját.

## Színházi szerepek
- Móra Ferenc: Aranykoporsó....Palotaszolga
- Lázár Ervin: A hétfejű tündér....Mikkamakka (2008)
- Szilágyi Andor: Leánder és Lenszirom....Bogyó, Leánder szolgája (2005)
- Arisztophanész: Madarak....Libuc, szolgamadár (2004)
- Alekszej Tolsztoj–Gyárfás Endre: Aelita....Hanemmi (2003)
- Sződy Szilárd: Szegény, szegény Oresztész! (2002)
- Görgey Gábor: Ünnepi ügyelet....Tóth
- Tordon Ákos: Kökény király lakodalma....Sóska Jóska (2001)
- Mikszáth Kálmán: A beszélő köntös....Péter, a kikiáltó (2000)
- Görgey Gábor: Wiener Walzer....Slemil (2000)
- Bertolt Brecht: Dobszó az éjszakában....Férfi (1999)
- Daniel Defoe–Sződy Szilárd: Robinson és Péntek....Péntek

## Filmek
| Év        | Cím                            | Szerep                       | Megjegyzés                                |
| --------- | ------------------------------ | ---------------------------- | ----------------------------------------- |
| 2023      | Drága örökösök – A visszatérés | Szintis Árpi                 | 1 rész                                    |
| 2022      | A Séf meg a többiek            | Kamara elnöke                | 1 rész                                    |
| 2022      | Oltári történetek              | Simon apja                   | 1 rész                                    |
| 2021      | Mintaapák                      | férfi                        | 1 rész                                    |
| 2021–2022 | Keresztanyu                    | Szmolniji bányavezető        | 5 rész                                    |
| 2020      | Mellékhatás                    | kuncsaft                     | 3 rész                                    |
| 2020      | Drága örökösök                 | Biztonsági őr a DNS laborban | 1 rész                                    |
| 2019      | Ízig-vérig                     | Gusztáv séf                  | Első epizód                               |
| 2016      | Középsuli                      | Sátán Tamás főszerkesztő     | több epizódban                            |
| 2013      | Munkaügyek                     | riporter                     | A Műholdbecsapódás epizódszerep           |
| 2012      | Családi titkok                 | János                        | Az Árulás epizódszerep                    |
| 2011      | Barátok közt                   | Lovas Vendel                 | pár februári epizódban mellékszereplőként |
| 2006      | Barátok közt                   | Szabó Jenci                  | sztriptíz táncos, színész                 |
| 2006      | Egy szavazat                   |                              |                                           |
| 2004      | Magyar vándor                  | eunuch                       |                                           |
| 2004      | Szeress most                   | zenész                       | (Válaszút) epizódszerep                   |
| 2003      | Szeret, nem szeret             |                              | A Taxiban epizódszerep                    |
| 2003      | Szeret, nem szeret             |                              | Az ajtóban epizódszerep                   |
| 2002      | Szeret, nem szeret             | szakács                      | A Főzőtanfolyamon epizódszerep            |
| 2000      | Thomas és a bűvös vasút        | Percy                        | Alec Baldwin (hangja)                     |
| 1996      | Raszputyin                     | geológus                     |                                           |
| 1997      | Szomszédok                     |                              |                                           |
| 1997      | Mire megvénülünk               |                              | tévéfilm                                  |
| 1987      | Szeleburdi vakáció             |                              |                                           |
| 1981      | Családi kör                    |                              | Barátok vagy ellenfelek? 2 epizódszerep   |
| 1980      | Sipsirica                      | diák                         |                                           |
| 1978      | A bunker                       | Freddie                      | tévéfilmsorozat                           |
| 1976      | Tótágas                        | Miki                         |                                           |
| 1976      | Ünnepi ügyelet                 |                              | tévéfilm                                  |
| 1976      | Hungária Kávéház 1–6.          |                              | tévéfilm-sorozat                          |

## Szinkronszerepek
| Cím                                              | Szerep                   | Színész             | Megjegyzés                        |
| ------------------------------------------------ | ------------------------ | ------------------- | --------------------------------- |
| 102 kiskutya                                     | Tityitotty               | Eric Idle           |                                   |
| A kukorica gyermekei 2. – A végső áldozat        | Jedediah                 | Sean Bridgers       |                                   |
| A kukorica gyermekei 3. – A terjeszkedő gyökerek | T-Loc                    | Garvin Funches      |                                   |
| Derült égből                                     | Timmy                    | Timothy Martinez    |                                   |
| Egyről a kettőre                                 | Cody                     | Sasha Mitchell      | 2. hang                           |
| Egy kórház magánélete                            | Orderly Luther Hawkins   | Eric Laneuville     |                                   |
| Elpusztíthatatlanok                              | Fekete forradalmár       | Sy Richardson       |                                   |
| És a zenekar játszik tovább…                     | Kico Govantes            | BD Wong             |                                   |
| Bajnokakadémia                                   | Stewie Perkins           | Heath Bergersen     |                                   |
| Visszatérés az édenbe                            | Dennis Harper            | Peter Cousens       |                                   |
| Blossom                                          | Anthony Russo            | Michael Stoyanov    |                                   |
| A kis gézengúz                                   | Eric Matthews            | Will Friedle        |                                   |
| Gimidili                                         | Chris Sheppard           | Ross Hull           |                                   |
| A remény utcái                                   | Melvin Todd              | Karim Prince        |                                   |
| Ed                                               | Warren Cheswick          | Justin Long         | Viasat 3 és TV2 szinkron verzió   |
| Reménysziget                                     | Nub Flanders             | Haig Sutherland     |                                   |
| Az elnök emberei                                 | Charlie Young            | Dulé Hill           |                                   |
| Salome                                           | Piro                     | Carlos Eduardo Rico |                                   |
| A sivatag szerelmesei                            | Tomás 'Tomasito' Fonseca | Ricardo González    |                                   |
| A liliomlány                                     | Pepe Toño                | Jorge Van Rankin    |                                   |
| Pacific Palisades – Siker, pénz, csillogás       | Cory Robbins             | Dylan Neal          |                                   |
| Gyilkos utcák                                    | J.H. Brodie              | Max Perlich         |                                   |
| South Park                                       | Randy Marsh              | Trey Parker         |                                   |
| Szerelmek Saint Tropez-ban                       | Alain Dulac              | Stéphane Slima      |                                   |
| Szulejmán                                        | Gül Ağa                  | Engin Günaydın      | 1. hang (bevezető epizód)         |
| Szulejmán                                        | Yakup Efendi             |                     |                                   |
| Harry Potter 1–6.                                | Flitwick professzor      | Warwick Davis       |                                   |
| Félelem és reszketés Las Vegasban (film)         | a pici pincér            | Verne Troyer        |                                   |
| Power Rangers: Mystic Force                      | Phineas                  | Kelson Henderson    |                                   |
| Sarah Jane kalandjai                             | A tizedik Doktor         | David Tennant       | Sarah Jane Smith esküvője         |
| Dallas                                           | Cliff Barnes Jr.         | Nicolas Read        | 357.rész: A megoldás? című epizód |
| Sarah Jane kalandjai                             | A tizenegyedik Doktor    | Matt Smith          | A Doktor halála                   |
| Star Trek: Enterprise                            | Malcolm Reed             | Dominic Keating     |                                   |
| CSI: Miami helyszínelők                          | Walter Simmons           | Omar Benson Miller  |                                   |
| Ki vagy, doki?                                   | Bannakaffalatta          | Jimmy Vee           | Az elkárhozottak utazása          |

## Anime és rajzfilm szinkronszerepei
- Steve Williams - Brickleberry
- Bokomon - Digimonok - Az új kaland / Digimon Frontier
- Büdi - Mumin
- Bongó - Kimba, a fehér oroszlán
- Benny Haha - Duel Masters
- Digit - Cyberchase, avagy kalandozások a cyber világban
- Chuckie Finster - Fecsegő tipegők
- Joe - Digimon Adventure
- Percy - Thomas, a gőzmozdony
- Dipsy - Teletubbies
- Henry Wong - Digimon Tamers
- Gibson - Szuper robotmajomcsapat akcióban!
- Max - Totál Dráma: Indián-sziget
- Lupo - Fixi, Foxi és barátaik (második szereposztása)
- Miyanoshita Reiichirou (fiatal) - Bújj, bújj, szellem!
- A Sprinter - Bújj, bújj, szellem!
- Wheeler - A bolygó kapitánya
- Ail, Rubin, Gyémánt herceg, Tigrisszem, Héliosz - Sailor Moon
- Genzo Wakabayashi - Tsubasa kapitány
- Jack Levin - F-Zero
- Pitypalatty - Kukucska kalandjai
- Medve - Franklin
- Rinku - Yu Yu Hakusho
- Speedy Szardella - Szamuráj pizzacicák
- Szuri - Fifi virágoskertje
- Csigábor - László tábor
- Flip - Űrkedvencek
- Béka - Chihiro Szellemországban
- Borzas, Tücsök Tádé - Yu-Gi-Oh!
- Trunks - Dragon Ball Z + Dragon Ball GT + Dragon Ball Super
- Tachikoma III - Ghost in the Shell: Stand Alone Complex 1nd GIG
- Shibuimaru Takuo - Death Note (2. epizód)
- Phillip J. Fry - Futurama
- Todd Snap, Meowth - Pokémon
- Hikyakuya Fukusuke (102-106. epizód) - Naruto - (Animax-verzió)
- Nnoitra Jiruga - Bleach
- Maxwell "Max" Kirrin - Ötös fogat – Kölyökzsaruk akcióban
- változó - Cocco Bill
- Jimmy Z - Állati küldetés
- Rolie - Rolie, Polie, Olie
- Suni - Blinky Bill újabb kalandjai (M2)
- Bolha - Hans Christien Andersen, a mesemondó (Az ugró verseny)
- Milo - Milo
- Lovagi robotok - Lego Nexo Knights
- Bumblebee, Cliffjumper - Transformers: Prime
- Bumblebee - Transformers: Robots in Disguise
- Bumblebee - Transformers: Cyberverse
- Űrdongó - Transformers: FöldSzikra
- Tomboló (Frenzy) - Transformers
- Rozsdás verda - Verdák
- Batroc (1. évad), Pókhusi - A Pókember elképesztő kalandjai
- Leonard - Totál Dráma: Versengés a föld körül
- Babi kávézója - Ropsz
- Ölelörny Henry - Grando

## Reality szinkronok
- Túléltem egy japán vetélkedőt! I.-II. - Kato Kei
- Verhetetlen Banzuke - Kato Kei

## Díjai
- MTV nívódíj (1978)
- Nívódíj (1985)[1]